# Neue Deutsche Härte
De Neue Deutsche Härte (Nieuwe Duitse Hardheid) is een stroming binnen de hardrock/metalmuziek, en is begin jaren 1990 in Duitsland ontstaan. De muziek is gekenmerkt door diepe, donkere zang met hard gitaar- en drumwerk vaak in combinatie met keyboard of synthesizer-samples. Hierbij bestaan deze samples vaak uit industriële en gotische geluiden.

## Oorsprong
Vele bands zijn verantwoordelijk voor het ontstaan van de NDH, maar Oomph! wordt met hun tweede album Sperm gezien als de allereerste grondlegger van dit genre. Een andere belangrijke NDH band was Fleischmann.
Industrialmetalband Rammstein beschrijft hun genre als "Tanzmetall" (dansbare metal). Het veelvuldig gebruik van synthesizers, samples en keyboards geeft de muziek de eigenschappen van elektronische dance en trance mee.

## Toenemende populariteit
De verkoop van Neue Deutsche Härte nam in het eerste decennium van de jaren 2000 sterk toe in onder andere Duitsland en de Verenigde Staten. Rammstein verkocht bijvoorbeeld bijna 12 miljoen aan platen, maar ook andere Duitse bands ervoeren een toenemende vraag naar hun muziek.

## Artiesten
- L'Âme Immortelle
- Die Apokalyptischen Reiter
- Eisbrecher
- Hanzel und Gretyl
- In Extremo

- Lacrimosa
- Letzte Instanz
- Megaherz
- Oomph!

- Rammstein
- Tanzwut
- Üebermutter
- Unheilig